# Liste der denkmalgeschützten Objekte in Mühlen (Steiermark)
Die Liste der denkmalgeschützten Objekte in Mühlen enthält die 18 denkmalgeschützten, unbeweglichen Objekte der Gemeinde Mühlen im steirischen Bezirk Murau.

## Denkmäler
| Foto  |                 | Denkmal                                                                                   | Standort                                                         | Beschreibung | Metadaten |
| ----- | --------------- | ----------------------------------------------------------------------------------------- | ---------------------------------------------------------------- | --- | --- |
| ja    | Datei hochladen | Bildstock Rauchenwald-Kreuz HERIS-ID: 91116 Objekt-ID: 105835seit 2014                    | bei Hitzmannsdorf 47 Standort KG: Jakobsberg                     | Das Rauchenwaldkreuz ist ein reich mit künstlerisch hochwertigen Malereien aus dem Übergang von der Spätgotik zur Renaissance ausgestatteter Tabernakelbildstock, es ist mit der Jahreszahl 1514 bezeichnet. | BDA-Hist.: Q37752644 Status: Bescheid Stand der BDA-Liste: 2025-06-30 Name: Bildstock Rauchenwald-Kreuz GstNr.: 349/1 Rauchenwald-Kreuz, Hitzmannsdorf                                  |
| ja    | Datei hochladen | Kath. Filialkirche hl. Jakob und Friedhof HERIS-ID: 91129 Objekt-ID: 105851               | Jakobsberg Standort KG: Jakobsberg                               | | BDA-Hist.: Q37752853 Status: § 2a Stand der BDA-Liste: 2025-06-30 Name: Kath. Filialkirche hl. Jakob und Friedhof GstNr.: .14 Muehlen Jakobsberg Kirche                                 |
| ja    | Datei hochladen | Pfarrhof HERIS-ID: 91114 Objekt-ID: 105833                                                | Sankt Helen 21 Standort KG: Jakobsberg                           | | BDA-Hist.: Q37752608 Status: § 2a Stand der BDA-Liste: 2025-06-30 Name: Pfarrhof GstNr.: 512/2 Muehlen Hitzmannsdorf Pfarrhof                                                           |
| ja BW | Datei hochladen | Kath. Filialkirche hl. Helena mit ummauertem Friedhof HERIS-ID: 91112 Objekt-ID: 105831   | gegenüber Sankt Helen 22 Standort KG: Jakobsberg                 | Seit dem 16. Jahrhundert ist Kirche eindeutig als Filialkirche von St. Marein nachweisbar. Sie verfügte im Jahr 1619 bereits über einen eigenen Friedhof. Im Spätmittelalter scheint sie ein beliebter Wallfahrtsort gewesen zu sein. | BDA-Hist.: Q37752569 Status: § 2a Stand der BDA-Liste: 2025-06-30 Name: Kath. Filialkirche hl. Helena mit ummauertem Friedhof GstNr.: .59 Muehlen Hitzmannsdorf Filialkirche hl. Helena |
| ja    | Datei hochladen | Ortskapelle hll. Maria und Rochus HERIS-ID: 91120 Objekt-ID: 105839                       | bei Mühlen 31 Standort KG: Mühlen                                | | BDA-Hist.: Q37752681 Status: § 2a Stand der BDA-Liste: 2025-06-30 Name: Ortskapelle hll. Maria und Rochus GstNr.: .30 Ortskapelle hll. Maria und Rochus in Mühlen am Zirbitzkogel       |
| ja    | Datei hochladen | Alte Bauernmühle HERIS-ID: 91121 Objekt-ID: 105840                                        | gegenüber Mühlen 97 Standort KG: Mühlen                          | | BDA-Hist.: Q37752752 Status: § 2a Stand der BDA-Liste: 2025-06-30 Name: Alte Bauernmühle GstNr.: 197/2 Muehlen Alte Bauernmuehle                                                        |
| ja    | Datei hochladen | Kath. Pfarrkirche hl. Margaretha mit ummauertem Friedhof HERIS-ID: 51703 Objekt-ID: 57434 | Noreia Standort KG: Noreia                                       | Die Kirche wurde urkundlich 1324 genannt. Der spätgotische Kirchenbau ohne Strebepfeiler wurde nach Bränden erneuert und barockisiert. | BDA-Hist.: Q38046951 Status: § 2a Stand der BDA-Liste: 2025-06-30 Name: Kath. Pfarrkirche hl. Margaretha mit ummauertem Friedhof GstNr.: .23 Kath. Pfarrkirche hl. Margaretha, Noreia   |
| ja    | Datei hochladen | ehemaliger Pfarrhof mit Wirtschaftsgebäude HERIS-ID: 91240 Objekt-ID: 105988              | Noreia 1 Standort KG: Noreia                                     | Renaissancebau ehemaliger Edelsitz, dann Pfarrhof, nun Ansitz des Freiherrn von Rainer, Kreuzbogengewölbe, im Innenraum Fresken, Salon mit Stuckaturplafond, Sgraffito, Biforenfenster, Sonnenuhr, historische Balkendecken und Dielenböden aus dem 17. Jahrhundert. Gartengestaltung nach historischen Kriterien, originale Gartenumfriedung vom jetzigen Besitzer wiederhergestellt, Holzfenster nach Originalen vom jetzigen Besitzer wiedereingebaut. | BDA-Hist.: Q37753734 Status: § 2a Stand der BDA-Liste: 2025-06-30 Name: Pfarrhof mit Wirtschaftsgebäude GstNr.: .18 Pfarrhof Noreia                                                     |
| ja    | Datei hochladen | Ehem. Rüsthaus HERIS-ID: 92358 Objekt-ID: 107277                                          | Noreia 8 Standort KG: Noreia                                     | | BDA-Hist.: Q37759832 Status: § 2a Stand der BDA-Liste: 2025-06-30 Name: Ehem. Rüsthaus GstNr.: 59/3 Rüsthaus Noreia                                                                     |
| ja    | Datei hochladen | Bauernhof (Anlage) vulgo Linderhube HERIS-ID: 92374 Objekt-ID: 107306                     | Noreia 17 Standort KG: Noreia                                    | | BDA-Hist.: Q37759903 Status: § 2a Stand der BDA-Liste: 2025-06-30 Name: Bauernhof (Anlage) vulgo Linderhube GstNr.: .35 Muehlen Noreia Linderhube                                       |
| ja    | Datei hochladen | Sog. „Königshaus“ HERIS-ID: 92363 Objekt-ID: 107282                                       | bei Noreia 18 Standort KG: Noreia                                | | BDA-Hist.: Q37759859 Status: § 2a Stand der BDA-Liste: 2025-06-30 Name: Sog. „Königshaus“ GstNr.: .91 Muehlen Noreia Koenigshaus                                                        |
| ja    | Datei hochladen | Hasler-Kreuz (Schutzengel-Kreuz) HERIS-ID: 91220 Objekt-ID: 105968                        | Sankt Veit in der Gegend Standort KG: St. Veit                   | | BDA-Hist.: Q37753590 Status: § 2a Stand der BDA-Liste: 2025-06-30 Name: Hasler-Kreuz (Schutzengel-Kreuz) GstNr.: 793 Hasler-Kreuz                                                       |
| ja    | Datei hochladen | Friedhof und Karner hl. Martin HERIS-ID: 91109 Objekt-ID: 105828                          | Sankt Veit in der Gegend Standort KG: St. Veit                   | Der kreisrunde Karner hat eine kleine, halbrunde Apsis auf seiner Ostseite und ein Flachkuppelgewölbe. Auf dem kegelförmigen Dach thront ein Dachreiter. Über der Türe ist ein römischer Inschriftenstein eingemauert. | BDA-Hist.: Q37752418 Status: § 2a Stand der BDA-Liste: 2025-06-30 Name: Friedhof und Karner hl. Martin GstNr.: .21 Friedhof und Karner St. Veit/Gegend                                  |
| ja    | Datei hochladen | Kriegerdenkmal HERIS-ID: 91110 Objekt-ID: 105829                                          | Sankt Veit in der Gegend Standort KG: St. Veit                   | | BDA-Hist.: Q37752454 Status: § 2a Stand der BDA-Liste: 2025-06-30 Name: Kriegerdenkmal GstNr.: 813 Kriegerdenkmal St. Veit/Gegend                                                       |
| ja    | Datei hochladen | Kath. Pfarrkirche hl. Veit HERIS-ID: 51887 Objekt-ID: 57702                               | Sankt Veit in der Gegend Standort KG: St. Veit                   | → Hauptartikel : Pfarrkirche St. Veit in der Gegend f1 | BDA-Hist.: Q38048051 Status: § 2a Stand der BDA-Liste: 2025-06-30 Name: Kath. Pfarrkirche hl. Veit GstNr.: .21 Kath. Pfarrkirche St. Veit/Gegend                                        |
| ja    | Datei hochladen | Pfarrhof HERIS-ID: 91111 Objekt-ID: 105830                                                | südwestlich von Sankt Veit in der Gegend 9 Standort KG: St. Veit | | BDA-Hist.: Q37752530 Status: § 2a Stand der BDA-Liste: 2025-06-30 Name: Pfarrhof GstNr.: .20 Pfarrhof St. Veit/Gegend                                                                   |
| ja    | Datei hochladen | Scheuerer-Kreuz (Dorf-Kreuz) HERIS-ID: 91222 Objekt-ID: 105970                            | Sankt Veit in der Gegend 3 Standort KG: St. Veit                 | | BDA-Hist.: Q37753661 Status: § 2a Stand der BDA-Liste: 2025-06-30 Name: Scheuerer-Kreuz (Dorf-Kreuz) GstNr.: 279 Scheuerer-Kreuz St. Veit/Gegend                                        |
| ja    | Datei hochladen | Schloss Velden HERIS-ID: 37427 Objekt-ID: 36570                                           | Sankt Veit in der Gegend 62 Standort KG: St. Veit                | Der hakenförmige Spätrenaissancebau mit Wirtschaftstrakt wurde hauptsächlich zwischen 1570 und der 1. Hälfte des 17. Jahrhunderts erbaut. Der Ostflügel, ein dreigeschoßiger Wohntrakt mit Schopfwalmdach, hat zwei übereck gestellte Kragsteinerker sowie ein als Mittelrisalit vortretendes Treppenhaus mit zwei- und dreiteiligen Rundbogenfenstern. Die Erdgeschoßhalle hat ein Tonnengewölbe mit gegenständig versetzten Stichkappen, an deren Enden sich Lilienornamente befinden. Die Halle im 1. Obergeschoß hat ein Kreuzgratgewölbe, teilweise mit Putzgraten. Der zweigeschoßige Nordflügel hat im Westen einen teilweise eingestellten Rundturm. | BDA-Hist.: Q37975544 Status: Bescheid Stand der BDA-Liste: 2025-06-30 Name: Schloss Velden GstNr.: .3/1, .3/2 Schloss Velden St. Veit/Gegend                                            |